# Metrologia
Metrologia is een internationaal, aan collegiale toetsing onderworpen wetenschappelijk tijdschrift op het gebied van de metrologie, de studie van maten, meetprocessen en meetfouten.
Het wordt uitgegeven door IOP Publishing namens het Bureau international des poids et mesures en verschijnt 6 keer per jaar.
Het eerste nummer verscheen in 1965.